# Fissidens ornaticostatus
Fissidens ornaticostatus är en bladmossart som beskrevs av H. Robinson 1974. Fissidens ornaticostatus ingår i släktet fickmossor, och familjen Fissidentaceae. Inga underarter finns listade i Catalogue of Life.